# 山田良治 (農業経済学者)
山田 良治（やまだ よしはる、1951年 - ）は、日本の農業経済学者、和歌山大学特任教授。

## 略歴
大阪府大阪市出身。大阪府立天王寺高等学校卒業、1974年京都大学農学部林学科卒業、1980年同大学院農学研究科林学専攻博士課程満期退学、1987年「戦後山村経済の変貌過程に関する研究」で京大農学博士、1993年「戦後日本の地価形成 理論と分析」で京大経済学博士。1980年和歌山大学経済学部助手、1981年講師、1983年助教授、1992年教授、2003年経済学部長、2008年観光学部教授、2011年観光学部長を経て、2017年定年、特任教授。

## 著書
- 『戦後日本の地価形成 理論と分析』ミネルヴァ書房 1991
- 『開発利益の経済学 土地資本論と社会資本論の統合』日本経済評論社 1992
- 『土地・持家コンプレックス 日本とイギリスの住宅問題』日本経済評論社 都市叢書 1996
- 『私的空間と公共性 『資本論』から現代をみる』日本経済評論社 2010

### 共編著
- 『戦後日本の土地問題』大泉英次共編著 ミネルヴァ書房 1989
- 『都市と農村 交流から協働へ』橋本卓爾、藤田武弘、大西敏夫共編 日本経済評論社 2011
- 『空間の社会経済学』大泉英次共編 日本経済評論社 2003
- 『ここからはじめる観光学 楽しさから知的好奇心へ』大橋昭一,神田孝治共編 ナカニシヤ出版 2016